# Paracryptops indicus
Paracryptops indicus är en mångfotingart som beskrevs av Filippo Silvestri 1924. Paracryptops indicus ingår i släktet Paracryptops och familjen Cryptopidae.
Artens utbredningsområde är Vietnam. Inga underarter finns listade i Catalogue of Life.